# Tên lửa điều khiển chống tăng

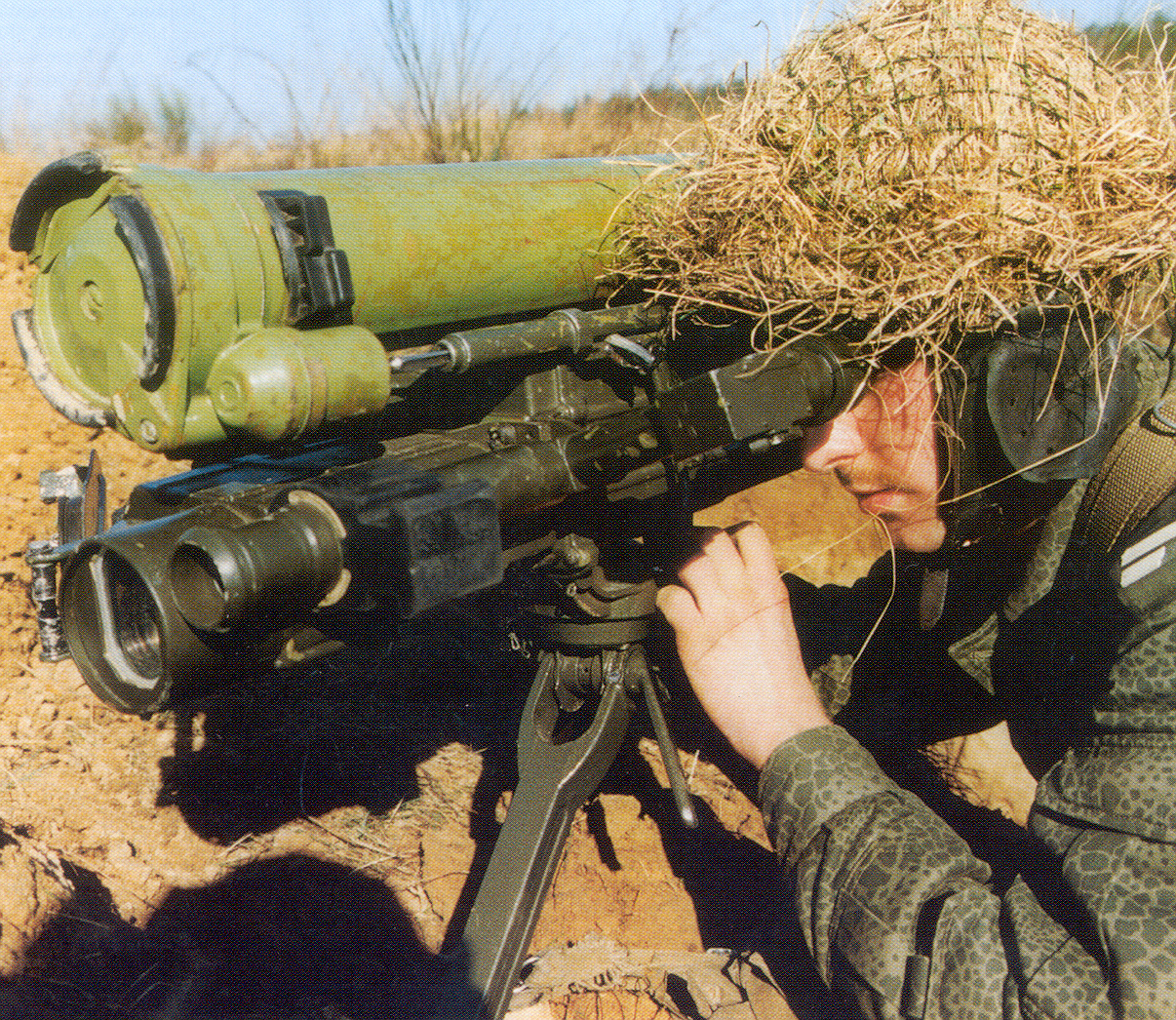
Tên lửa điều khiển chống tăng 9K115 Metys của Quân đội Ba Lan

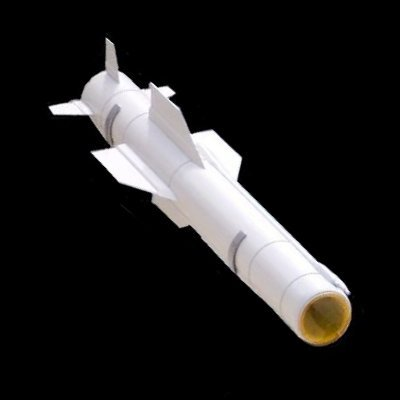
Tên lửa PARS 3 LR kiểu bắn-và-quên của Quân đội Cộng hòa Liên bang Đức.

Tên lửa chống tăng có điều khiển (ATGM) hay vũ khí chống tăng có điều khiển (ATGW) là một loại tên lửa dẫn đường được thiết kế với mục tiêu chủ yếu là tấn công và phá huỷ các xe tăng, xe thiết giáp hạng nặng của đối phương. Kích thước của các tên lửa điều khiển chống tăng rất đa dạng từ loại nhỏ cá nhân vác vai với chỉ duy nhất một người lính điều khiển, tới những loại lớn hơn được trang bị trên xe thiết giáp đòi hỏi một đội hay một toán binh sĩ vận chuyển và khai hoả, tới các hệ thống tên lửa được lắp trên xe đặc chủng hay máy bay.
Việc đưa vào sử dụng những tên lửa chống tăng nhỏ, vác vai với những đầu đạn lớn hơn trong những trận đánh thời hiện đại khiến bộ binh cũng có khả năng tiêu diệt thậm chí cả những xe tăng chủ lực hiện đại ở khoảng cách lớn, thường ngay ở phát bắn đầu tiên. Những loại vũ khí bộ binh chống tăng trước kia như súng chống tăng, rocket chống tăng và mìn chống tăng từ trường tồn tại nhiều hạn chế trong khả năng xuyên phá lớp giáp dày của xe tăng và đòi hỏi người lính phải tiếp cận mục tiêu gần hơn.
Các tên lửa điều khiển hoàn toàn bằng tay thế hệ đầu tiên thường sử dụng cơ chế điều khiển MCLOS ( AT-3 Sagger, SS.11 ) đòi hỏi người điều khiển phải sử dụng một cần điều khiển hay một thiết bị tương tự nhằm lái tên lửa về hướng mục tiêu. Nhược điểm là người điều khiển cần phải được huấn luyện tốt và phải giữ bất động trong thời gian tên lửa bay (và vì thế trở thành mục tiêu dễ dàng với hoả lực của địch khi bị lộ vị trí).
Tên lửa chống tăng có điều khiển thế hệ thứ hai SACLOS có cơ chế điều khiển bán tự động dễ sử dụng hơn khi người điều khiển chỉ cần giữ tâm ngắm vào mục tiêu cho tới khi tên lửa tiếp cận. Những lệnh điều khiển tự động được gửi tới tên lửa thông qua điện báo hay radio, hay tên lửa dựa vào chỉ điểm thị mục tiêu bằng laser hay hình ảnh từ camera TV ở mũi. Các ví dụ về loại này là các tên lửa TOW và Hellfire I của Mỹ. Một lần nữa người điều khiển vẫn phải giữ bất động trong thời gian tên lửa bay.
Các hệ thống tên lửa dẫn đường thế hệ thứ ba NLOS hiện đại hơn sử dụng đầu dò hồng ngoại, camera hay radar lắp trên tên lửa để tự động dẫn đường đến mục tiêu. Khi mục tiêu đã được khoá, tên lửa không cần được dẫn đường liên tục trên đường bay và người điều khiển hoàn toàn có thể rút lui. Những ví dụ về loại này gồm tên lửa Javelin của Mỹ, Spike NLOS của Israel.
Các tên lửa điều khiển chống tăng hiện đại nhất có các đầu đạn nổ lõm chống tăng (HEAT), được thiết kế xuyên qua lớp giáp bảo vệ bằng hiệu ứng Munroe. Các tên lửa hai tầng đầu nổ thường tiêu diệt lớp giáp rất giày hay giáp hai lớp bằng cách sử dụng hai đầu nổ riêng biệt. Có các loại tên lửa được thiết kế để tấn công từ phía trên nóc phương tiện thiết giáp,tập trung sức nổ xuống dưới xuyên qua phần giáp mỏng trên mái hay phần vòm trên của xe thiết giáp.
Các biện pháp phòng thủ để chống lại tên lửa chống tăng có điều khiển gồm giáp rỗng,giáp phức hợp và giáp composite, giáp phản ứng nổ (ERA), các thiết bị gây nhiễu như hệ thống Shtora của Nga, và hệ thống phòng ngự chủ động (APS) như Drozd và Arena hoặc Trophy. Theo truyền thống hầu hết các biện pháp phòng vệ hữu hiệu là bắn vào vị trí phóng tên lửa, người điều khiển tên lửa thường sẽ phải rút lui để tránh bị tiêu diệt
Các vũ khí chống tăng như bazooka và súng phóng Lựu (RPG) không được coi là tên lửa điều khiển chống tăng bởi việc phóng đạn không được điều khiển.